# Barrière anti-tunnel le long de la frontière entre Israël et la bande de Gaza
La barrière anti-tunnel le long de la frontière entre Israël et la bande de Gaza (parfois appelée mur intelligent à la frontière entre Israël et la bande de Gaza),, est un mur souterrain construit par Israël sur toute la longueur de 40 km de la frontière entre Israël et la bande de Gaza pour empêcher les groupes militants anti-israéliens opérant dans la bande de Gaza, en particulier le Hamas (qu'Israël, avec d'autres pays, considère comme un groupe terroriste), de s'infiltrer en Israël en creusant des tunnels sous la frontière barrière Gaza-Israël. Le projet comprend des fouilles souterraine à des profondeurs classées et la construction de murs épais en béton combinés à des capteurs et des dispositifs d'alarme.

## Attaques par tunnel
En raison de l'efficacité de la barrière Israël-Gaza pour arrêter l'infiltration d'Israël par des militants palestiniens, le Hamas a adopté une stratégie consistant à creuser des tunnels sous la barrière. Le 25 juin 2006, les Palestiniens ont utilisé un tunnel de 800 mètres creusé pendant plusieurs mois pour infiltrer Israël. Ils ont attaqué une unité blindée israélienne en patrouille, tué deux soldats israéliens et capturé un autre, Gilad Shalit.
Entre janvier et octobre 2013, trois autres tunnels ont été identifiés, dont deux remplis d'explosifs.
Au cours de la guerre de Gaza en 2014, Israël a rencontré des militants du Hamas qui sortaient des tunnels vers Israël et attaquaient les soldats le long de la frontière. Après la guerre, Israël a localisé et détruit 32 tunnels. En 2018, Israël a détruit trois nouveaux tunnels.
En octobre 2020, des capteurs installés dans la structure souterraine ont identifié un tunnel du Hamas. Un responsable militaire israélien a qualifié le tunnel de « tunnel le plus important que nous ayons vu à ce jour, tant en termes de profondeur que d'infrastructure ».

## Construction
La barrière anti-tunnel a été construite en réponse au grand nombre de tunnels creusés par le Hamas, qui ne pouvaient servir qu'à l'infiltration des militants. Mi-2017, Israël a commencé la construction d’un mur souterrain de plusieurs mètres de profondeur. La barrière est équipée de capteurs capables de détecter la construction d'un tunnel.
La barrière anti-tunnel souterraine et 81 % de la barrière aérienne ont été achevées en mars 2021. L'ensemble du projet a été achevé en décembre 2021,. Le coût du projet avait été estimé entre 3 milliards de shekels (833 millions de dollars) et 3,5 milliards de shekels (1,11 milliard de dollars),. Il est entièrement situé sur le territoire israélien.

## Sources et références
1. ↑  « מעקב וואלה! News: צה"ל מאיץ את בניית הקיר החכם בגבול עזה - וואלה! חדשות »,‎ 21 juin 2017
2. ↑  « מנופים ומקדחים: מתרחבות העבודות לבניית "הקיר החכם" בגבול עזה - וואלה! חדשות »,‎ 10 mai 2017
3. ↑  « מעקב וואלה! News: צה"ל מאיץ את בניית הקיר החכם בגבול עזה - וואלה! חדשות »,‎ 21 juin 2017
4. ↑  רוני דניאל חדשות 2, « הפתרון לאיום המנהרות של חמאס נבנה ב-3 מיליארד שקל? », Globes,‎ 12 mai 2017 (lire en ligne, consulté le 2 novembre 2023)
5. ↑  « Palestinian Militants Attack Border », CBS News,‎ 25 juin 2006 (lire en ligne)
6. ↑  Fiske, Gavriel and Ginsburg. (13 October 2013). "IDF blames Hamas for ‘terror tunnel’ from Gaza to Israel Defense minister halts transfer of construction supplies to the Strip after 500 tons of cement used to construct underground passage"
7. ↑  « Israel Speeds Up Underground Border Wall To Block Gaza Tunnels » [archive du 29 janvier 2023], NPR
8. ↑  (en) Caspit, « Israeli technology exposes Gaza attack tunnel, challenges Hamas », Al-Monitor, 23 octobre 2020 (consulté le 26 octobre 2020)
9. ↑  (en) Daniel Estrin, « Israel Speeds Up Underground Border Wall To Block Gaza Tunnels » , sur www.npr.org, 24 janvier 2018 (consulté le 2 novembre 2023)
10. ↑  (en-GB) Raf Sanchez, « Israel unveils plans for 40-mile underground wall around Gaza », The Telegraph,‎ 18 janvier 2018 (ISSN 0307-1235, lire en ligne, consulté le 2 novembre 2023)
11. ↑  IDF completes underground anti-tunnel barrier surrounding Gaza
12. ↑  « הסוף לאיום המנהרות: המכשול התת קרקעי בגבול עזה הושלם סופית לפני כשבוע »
13. ↑  « I24NEWS »
14. ↑  Israeli Army Reveals Massive Barrier Being Built to Stop Hamas' Gaza Terror Tunnels
15. ↑  Israel Completes Vast, Billion-dollar Gaza Barrier
16. ↑  Israel Completes Vast, Billion-dollar Gaza Barrier (Archive)